# Casa Comuna de la Séquia de Montcada
La Casa comuna de la Séquia de Montcada, és la casa i la seu dels regants de la Séquia Reial de Montcada, està situada al carrer de les Germanies de Montcada a l'Horta Nord i és un dels dos edificis de què disposa l'entitat junt a la Casa de l'Assut a La Canyada a Paterna. L'edifici data de l'any 1953 i custodia l'arxiu de la Séquia de Montcada datat de 1268; és lloc de recepció d'autoritats i visitants, a més d'acollir les Juntes de govern, les tasques administratives i l'atenció al públic del secretari i el sequier. L'edifici forma part de la proposta de registre del patrimoni monumental de l'Horta Nord del Centre d'Estudis de L'Horta Nord.